# Matrosenstation Kongsnæs
Matrosenstation Kongsnæs – zespół czterech zabytkowych budynków drewnianych, znajdujący się w Poczdamie, nad jeziorem Jungfernsee, przy alei Schwanenallee, biegnącej między parkiem Neuer Garten a mostem Glienicke. Powstał z inicjatywy cesarza niemieckiego Wilhelma II w latach 1891–1895 jako przebudowa istniejącej od lat 40. XIX wieku stacji obsługującej rejsy wycieczkowe dla członków rodziny monarszej po jeziorze Jungfernsee. Budynki zbudowano w norweskim stylu smoczym według projektu norweskiego architekta Holma Hansena Munthego. Obecnie (stan na 2024 rok) w jednym z nich znajduje się restauracja, zaś pozostałe trzy mieszczą mieszkania na wynajem.

## Historia

### Pierwsza stacja, przebudowa i użytkowanie

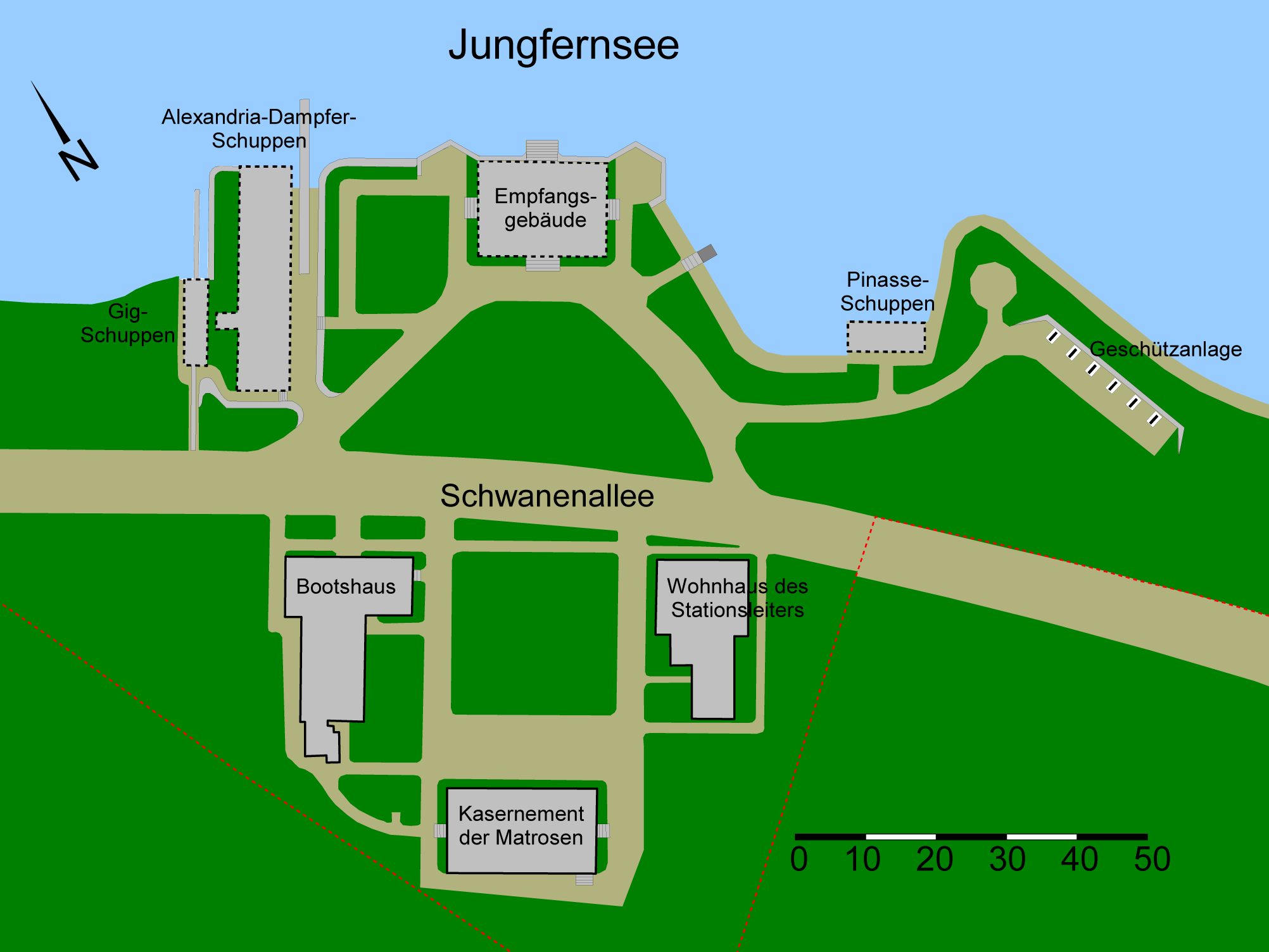
Plan położenia budynków wchodzących w skład Matrosenstation Kongsnæs

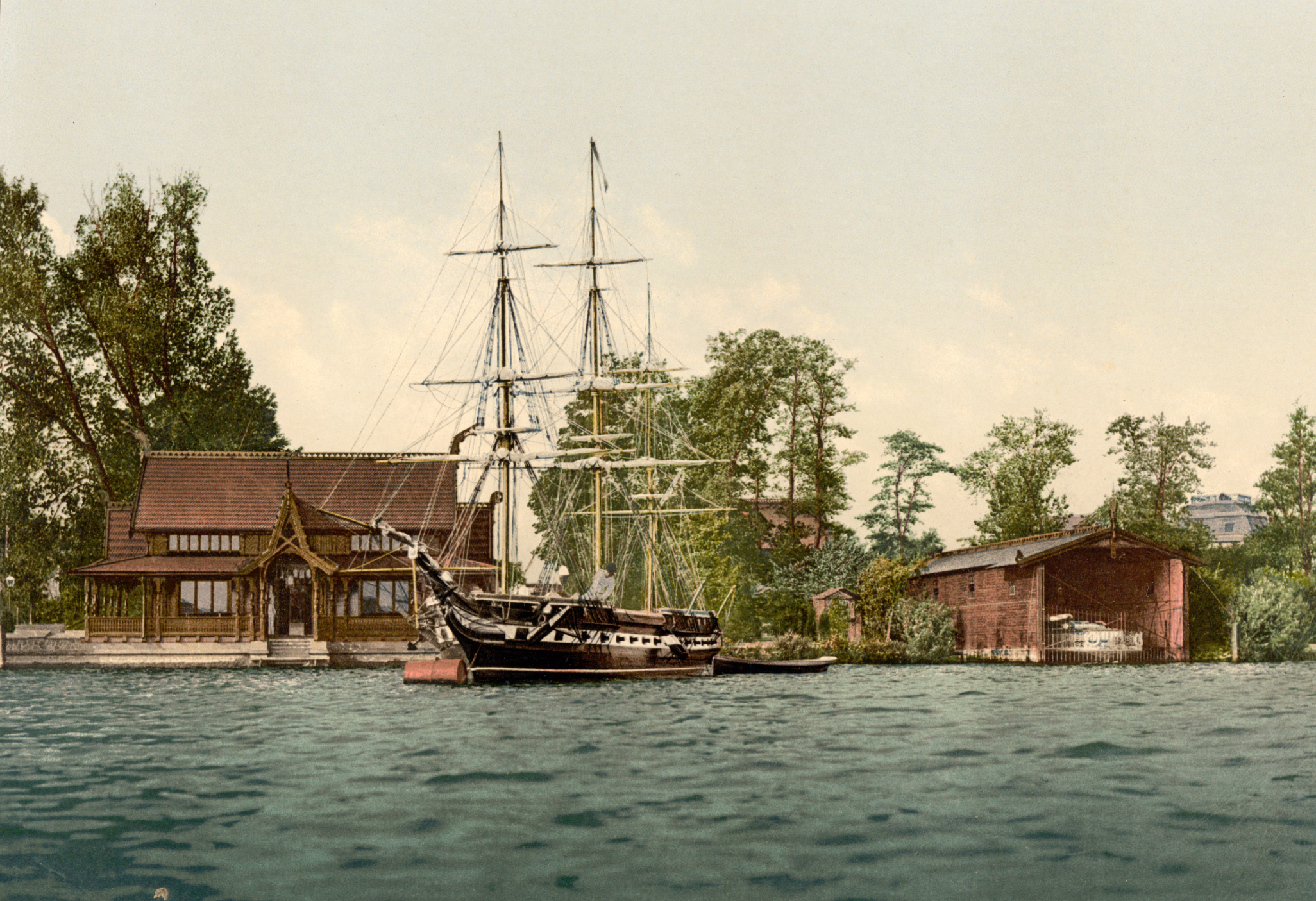
Widok na dwa budynki Matrosenstation Kongsnæs (w tym Ventehalle) i fregatę „Royal Louise” na fotochromii z okresu pomiędzy 1890 i 1900 rokiem

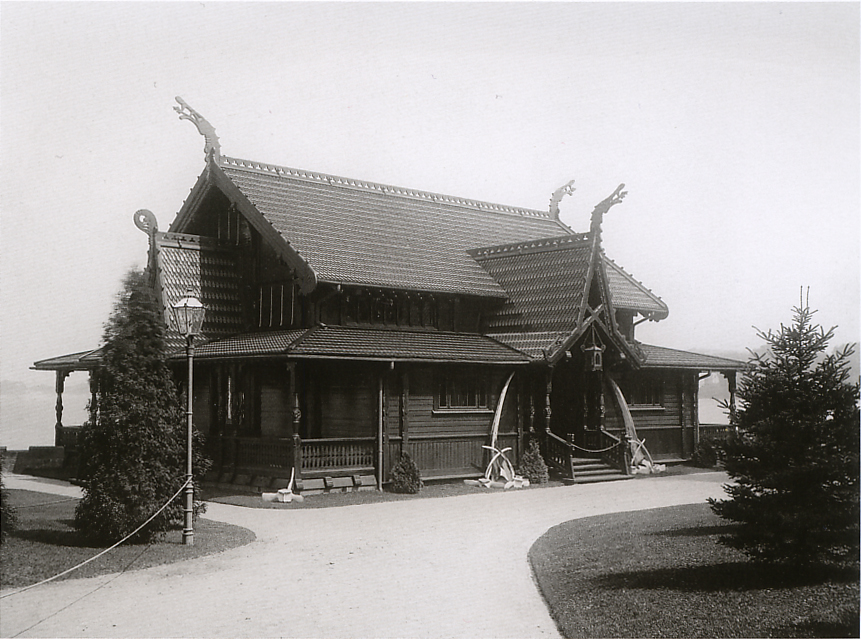
Ventehalle w 1910 roku

W 1841 lub w 1842 roku w miejscu, w którym mieści się obecny zespół budynków Matrosenstation Kongsnæs, wybudowano z inicjatywy pruskiej rodziny królewskiej stację, którą prowadził personel wojskowy i która służyła za bazę wypadową i zaopatrzeniową dla rejsów wycieczkowych po jeziorze Jungfernsee. Stacja ta od 1843 roku służyła za miejsce postoju „Royal Louise”, miniaturowej fregaty zbudowanej w 1832 roku i będącej prezentem od króla Wielkiej Brytanii Wilhelma IV dla króla Prus Fryderyka Wilhelma III. Nazwa fregaty pochodziła od zmarłej żony Fryderyka Wilhelma III, królowej Luizy. Od długiego czasu planowano zastąpienie stacji dużą przystanią dla statków – w 1847 roku Ludwig Ferdinand Hesse otrzymał ostatecznie niezrealizowane zlecenie budowy w przedmiotowym miejscu „stacji marynarskiej” (niem. Matrosenstation).
W 1890 roku cesarz niemiecki Wilhelm II złożył wizytę państwową w Norwegii i tak się zachwycił zobaczoną na miejscu modną wówczas norweską architekturą drewnianą w stylu smoczym, że zdecydował o przebudowie w tym stylu swojej stacji żeglugowej nad jeziorem Jungfernsee. Podczas inwestycji, realizowanej w latach 1891–1895 pod kierownictwem norweskiego architekta Holma Hansena Munthego, na terenie stacji powstały następujące budynki: tzw. Ventehalle (w 1892 roku), która służyła jako dom przyjęć oraz poczekalnia podczas odpływania lub cumowania statków wykonujących rejsy wycieczkowe rodziny cesarskiej i której projekt Munthe wzorował na wyglądzie zaprojektowanej wcześniej przez siebie oraz wybudowej w tym samym czasie restauracji Hasselbakken w Kristianii (spłonęła w 1936 roku), budynek do garażowania jednostek pływających (w 1893 roku), budynek z kwaterami dla marynarzy (w 1894 roku) i dom kapitana (w 1895 roku). Na zlecenie Munthego elementy konstrukcyjne wszystkich wchodzących w skład stacji budynków były prefabrykowane w Norwegii, a następnie montowane w Poczdamie. 
Po oddaniu stacji do użytku Wilhelm II nazwał ją Kongsnæs co w tłumaczeniu z norweskiego oznacza „królewski cypel”. Stacja uchodziła za „żeglarski dom Hohenzollernów”. Sam cesarz pasjonował się żeglarstwem i nawet projektował statki. W Kongsnæs odbywały się rejsy wycieczkowe, regaty i różnorodne aktywności związane ze sportami wodnymi.
Po utworzeniu Republiki Weimarskiej, od 1923 roku stację użytkował klub jachtowy Kaiserlichen Yacht-Club. Zmodernizowane zostały wówczas pomosty, dzięki czemu stały się dostosowane do potrzeb żeglarzy rekreacyjnych. 

### II wojna światowa, okres NRD i czasy współczesne

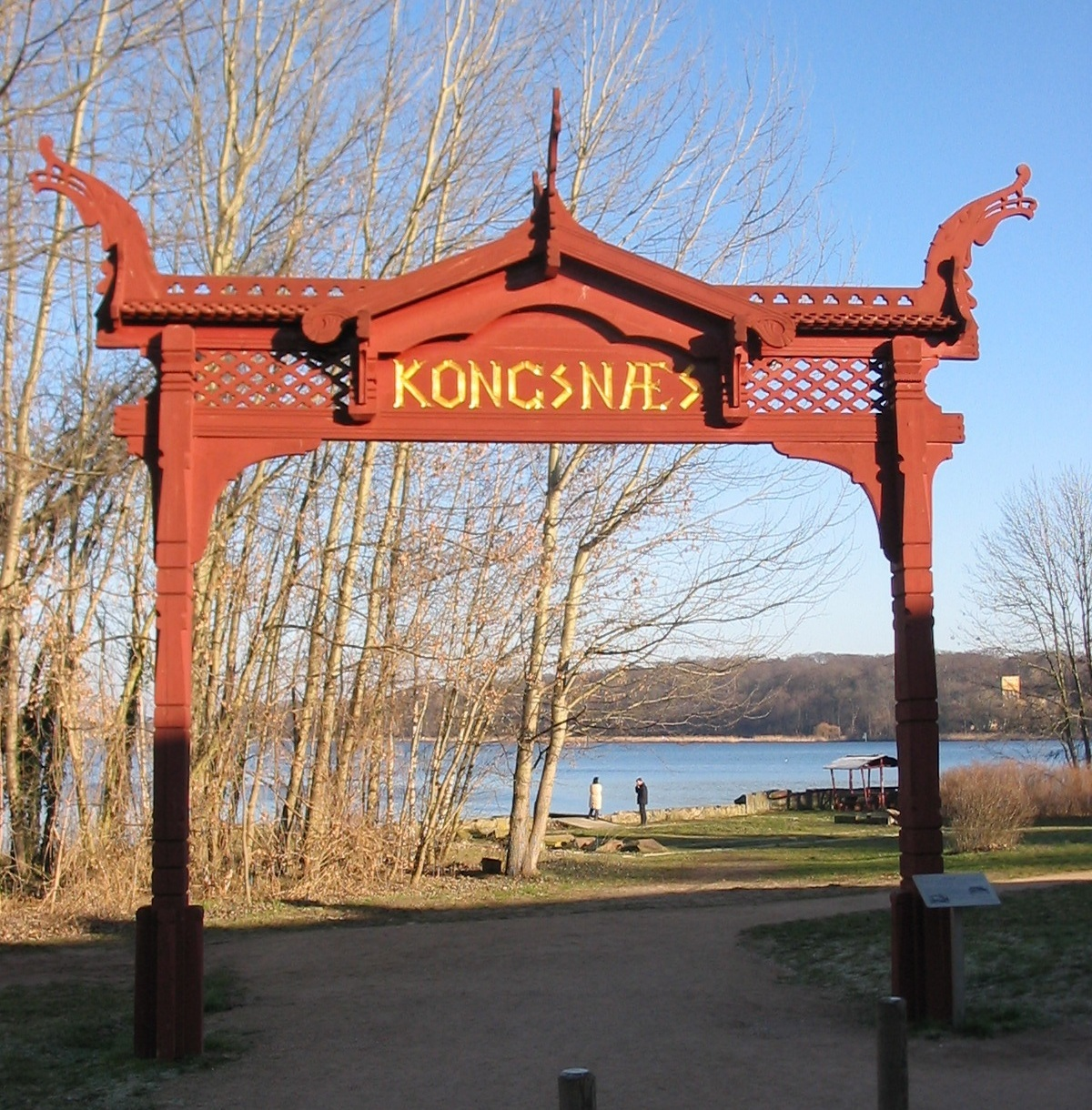
Odtworzony ozdobny łuk bramowy i widoczne na dalszym planie miejsce po Ventehalle w 2005 roku

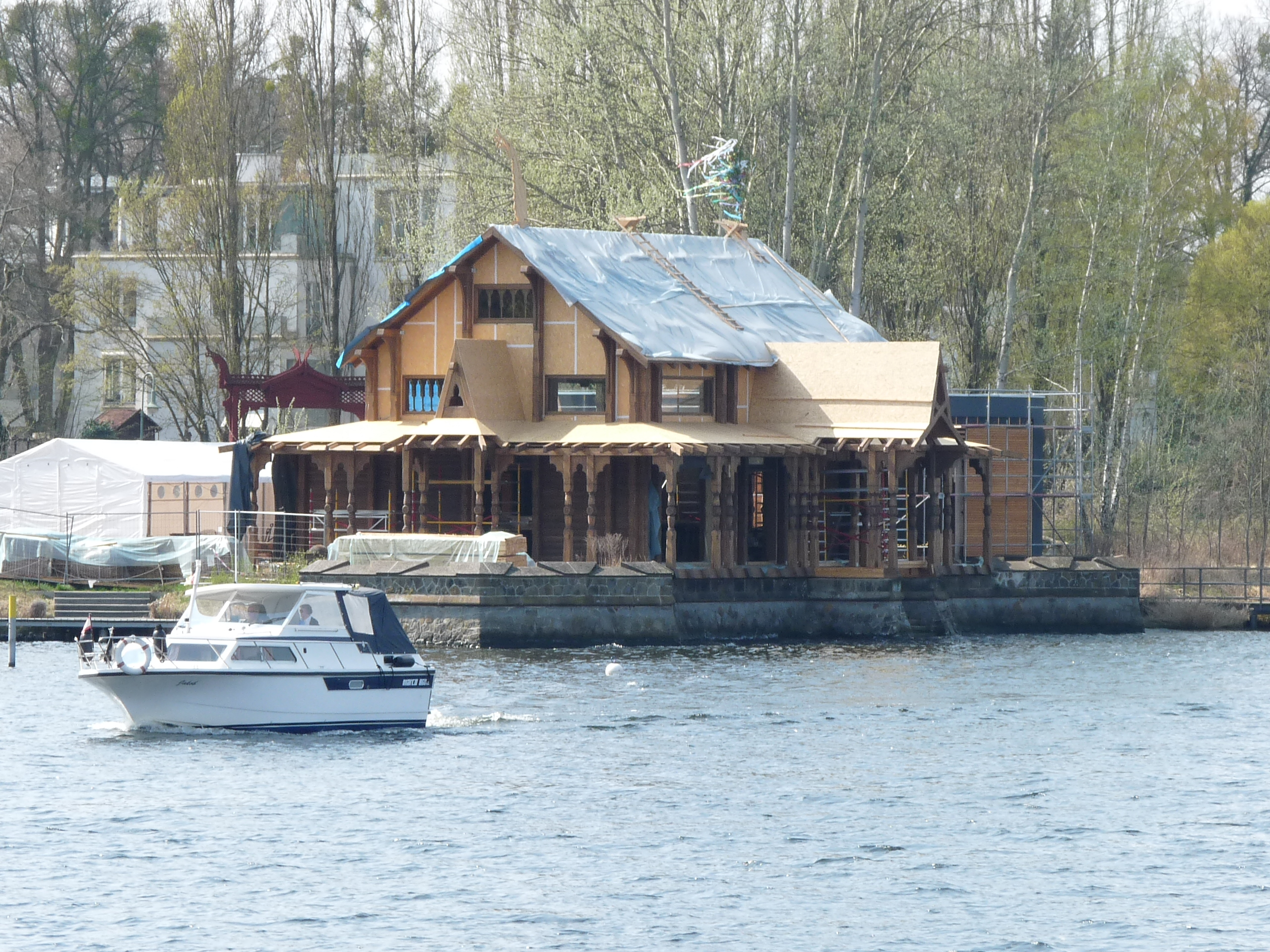
Ventehalle podczas odbudowy w 2017 roku

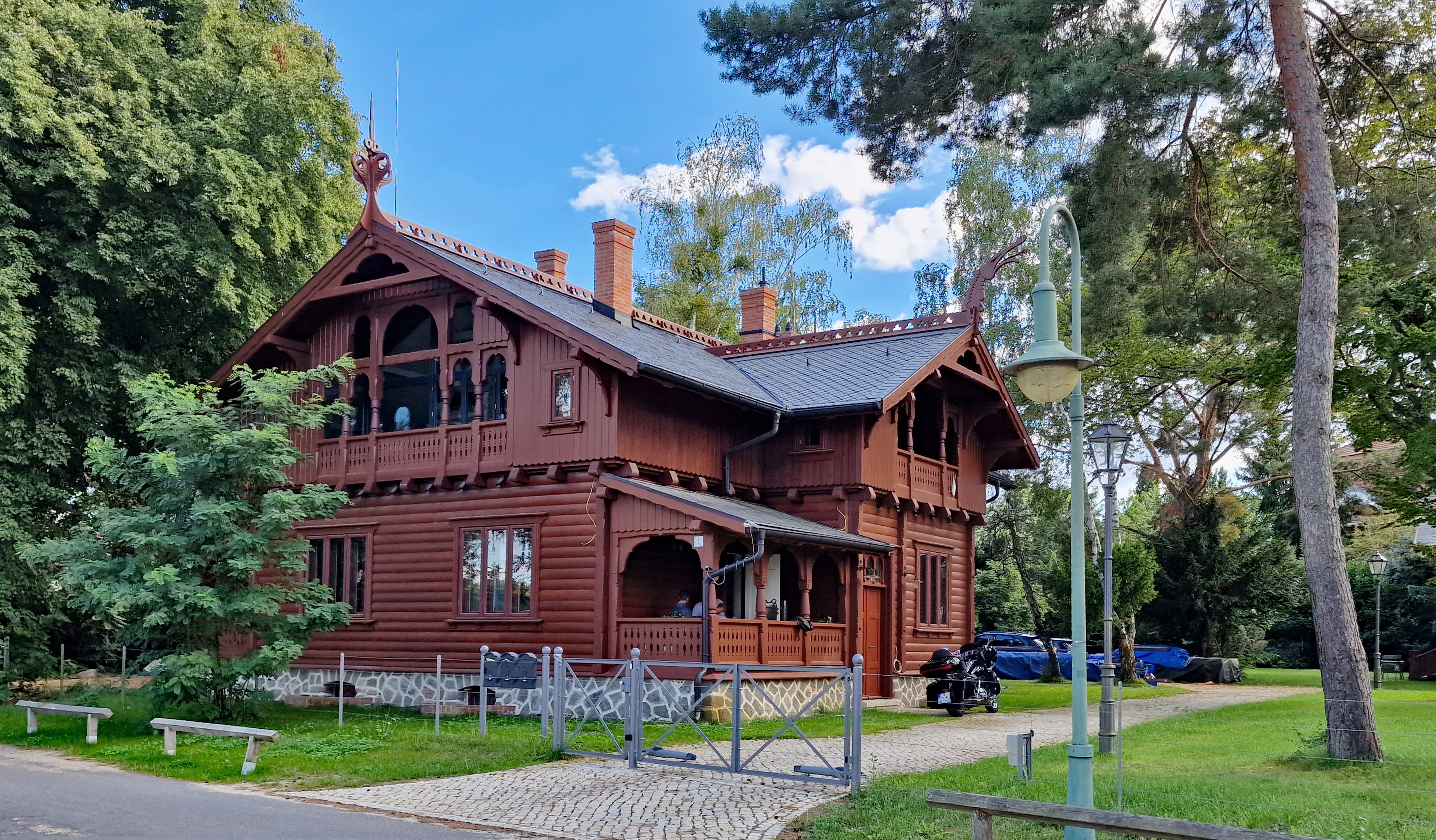
Odrestaurowany dom kapitana w 2022 roku

W ostatnich dniach II wojny światowej Ventehalle doszczętnie spłonęła, prawdopodobnie wskutek ostrzału artyleryjskiego. Pozostałe obiekty wchodzące w skład Kongsnæs przetrwały i w okresie NRD służyły do celów mieszkalnych. Po wybudowaniu w 1961 roku pasa obiektów granicznych między NRD a Berlinem Zachodnim, teren stacji marynarskiej stał się częścią obszaru przygranicznego, w związku z czym aż do upadku granicy NRD–Berlin Zachodni w 1989 roku pozostawał niedostępny dla ludności.
Po 1989 roku budynki Matrosenstation Kongsnæs były w bardzo złym stanie. W 1999 roku z istniejącej od trzech lat grupy projektowej powstało stowarzyszenie Förderverein Kongsnæs e.V., którego celem było przywrócenie dawnej świetności stacji żeglarskiej nad jeziorem Jungfernsee. W 2000 roku stowarzenie odtworzyło ozdobny łuk bramowy i we wrześniu tego roku ustawiło go w pierwotnym miejscu nad wejściem na teren stacji. W 2006 roku miasto Poczdam wystawiło całą nieruchomość na sprzedaż z zastrzeżeniem, że restaurację istniejących budynków i rekonstrukcję Ventehalle należy przeprowadzić w zgodzie z zasadami ochrony zabytków, a także zezwolić na korzystanie z obiektów stowarzyszeniu Förderverein Kongsnæs e.V. oraz stowarzyszeniu jachtowo-żeglugowemu „Royal Louise” (niem. Yacht- und Schifffahrtsverein „Royal Louise”). W 2007 roku o zakup nieruchomości ubiegali się jednocześnie przedsiębiorstwo Landstedt Kongsnaes GbR oraz aktorka i przedsiębiorczyni Adele Landauer. Miasto wówczas stwierdziło, że ustaliło zbyt niską cenę zakupu i w 2008 roku ponownie wystawiło Kongsnæs na sprzedaż, tym razem po wyższej cenie. Landstedt GbR i Landauer nie złożyli wówczas żadnych ofert. W 2009 roku teren stacji marynarskiej został sprzedany berlińskiemu przedsiębiorcy Michaelowi Linckersdorffowi. 
Linckersdorff postanowił podjąć się odbudowy Ventehalle zgodnie ze stanem oryginalnym, odrestaurować do stanu oryginalnego trzy zachowane historyczne budynki, przywrócić obiekt portowy i zapewnić publiczny dostęp do całego miejsca – oznaczało to, że terenu nie można było ogrodzić. Wmurowanie kamienia węgielnego pod rozpoczęcie całej inwestycji odbyło się 11 września 2010 roku. W odbudowanej Ventehalle Linckersdorff zamierzał ulokować restaurację, jednak zamiar ten wywołał protesty okolicznych mieszkańców, którzy obawiali się szkód dla obszaru światowego dziedzictwa kulturowego (od 1991 roku tereny, na których leży Kongsnæs, stanowią część światowego dziedzictwa UNESCO), zbyt dużego hałasu i zbyt dużej liczby samochodów w pobliżu miejsc zamieszkania. Sprawa w końcu trafiła do sądu i po latach dopuszczono budowę planowanej restauracji, jednak w ograniczonej formie, bez ogródka piwnego i parkingu oraz z rygorystycznymi wymaganiami dotyczącymi godzin otwarcia. Jedyne co pozostało z pierwotnego domu przyjęć w Kongsnæs to fundamenty, mur nabrzeżny z dwoma bastionami wystającymi nad wodę i schody honorowe, którymi można było wejść bezpośrednio z budynku na statek. 24 marca 2017 roku odbyło się zawieszenie wiechy na odbudowywanej Ventehalle z udziałem przedstawiciela Ambasady Norwegii. Inwestor zadbał o przeprowadzenie odbudowy obiektu do historycznego stanu mając do dyspozycji oryginalne plany Holma Hansena Munthego, niemałym kosztem spełniając wszystkie wymagania ochrony zabytków. Podobnie jak w przypadku pierwotnego budynku, tak i do rekonstrukcji Ventehalle wstępnie prefabrykowano drewniane belki i elementy fasady oraz wystroju wnętrza, a następnie przewieziono je nad jezioro Jungfernsee. Pokrycie dachu wykonano z 55 800 gontów modrzewiowych, wyprodukowanych przez AWK Design, spółkę zależną polskiej firmy z siedzibą w Gdańsku. W inwestycji znalazło się też miejsce na współczesny akcent: szklane ścianki w miejscu ażurowych otworów w fasadach budynku, z których część można przesunąć na bok, aby mieć bezpośredni kontakt z tym, co na zewnątrz. Obok Ventehalle powstał z kolei nowoczesny dodatkowy budynek funkcyjny według projektu architekta Jörga Langnera.
W lutym 2019 roku Michael Linckersdorff podpisał umowę na dzierżawę i prowadzenie restauracji z austriackim restauratorem Josefem Laggnerem. 29 lipca 2019 roku restauracja Kongsnæs w zrekonstruowanej Ventehalle została otwarta. 8 grudnia 2022 roku wraz z oddaniem do użytku trzech historycznych odrestaurowanych budynków wchodzących w skład zespołu Kongsnæs (ulokowano w nich mieszkania na wynajem) cała inwestycja, na której realizację Michael Linckersdorff wyłożył około 10 milionów euro, została oficjalnie zakończona. 